# Halonatronum saccharophilum
Halonatronum saccharophilum è una specie di batterio appartenente alla famiglia delle Halobacteroidaceae.